# Orbigny-au-Mont
Orbigny-au-Mont ist eine französische Gemeinde mit 135 Einwohnern (Stand 1. Januar 2022) im Département Haute-Marne in der Region Grand Est (vor 2016 Champagne-Ardenne). Sie gehört zum Kanton Nogent und zum Arrondissement Langres. 

## Geografie
Die Gemeinde Orbigny-au-Mont liegt acht Kilometer östlich von Langres am 290 ha großen Stausee Lac de la Liez, der die Scheitelhaltung des Marne-Saône-Kanals sicherstellt. Orbigny-au-Mont ist umgeben von folgenden Nachbargemeinden: 
| Neuilly-l’Évêque |                                             | Poiseul |
| Orbigny-au-Val   | Kompassrose, die auf Nachbargemeinden zeigt | Plesnoy |
| Lecey            |                                             | Celsoy  |

## Bevölkerungsentwicklung
| Jahr                       | 1962 | 1968 | 1975 | 1982 | 1990 | 1999 | 2008 | 2018 |
| -------------------------- | ---- | ---- | ---- | ---- | ---- | ---- | ---- | ---- |
| Einwohner                  | 162  | 154  | 112  | 159  | 168  | 162  | 159  | 134  |
| Quellen: Cassini und INSEE |      |      |      |      |      |      |      |      |